# Bisbat de Puerto Escondido
El bisbat de Puerto Escondido - Diócesis de Puerto Escondido (castellà), Dioecesis Portus Abditi (llatí) - és una seu de l'Església Catòlica a Mèxic, sufragània de l'arquebisbat d'Antequera, i que pertany a la regió eclesiàstica Pacífico-Sur. Al 2013 tenia 483.000 batejats sobre una població de 575.000 habitants. Actualment està regida pel bisbe Pedro Vázquez Villalobos.

## Territori
La diòcesi comprèn part de l'estat mexicà d'Oaxaca.
La seu episcopal és la ciutat de Puerto Escondido, on hi ha la catedral de Mare de Déu de la Solitud.
El territori s'estén sobre 13.221 km², i està dividit en 29 parròquies.

## Història
La diòcesi va ser erigida el 8 de novembre de 2003 mitjançant la butlla A Deo datum del Papa Joan Pau II, prenent el territori de l'arquebisbat d'Antequera.

## Episcopologi
- Eduardo Carmona Ortega, C. O. R. C. (8 de novembre de 2003 - 27 de juny de 2012 nomenat bisbe de Parral)
- Pedro Vázquez Villalobos, des del 31 d'octubre de 2012

## Demografia
A finals del 2013, la diòcesi tenia 483.000 batejats sobre una població de 575.000 persones, equivalent al 84,0% del total.
| any  | població | població | població | sacerdots | sacerdots       | sacerdots       | sacerdots             | diaques | religiosos | religiosos | parròquies |
| ---- | -------- | -------- | -------- | --------- | --------------- | --------------- | --------------------- | ------- | ---------- | ---------- | ---------- |
| any  | batejats | total    | %        | total     | clergat secular | clergat regular | batejats por sacerdot | diaques | homes      | dones      |            |
| 2003 | 423.000  | 470.000  | 90,0     | 30        | 26              | 4               | 14.100                |         | 4          | 22         | 28         |
| 2004 | 423.000  | 470.000  | 90,0     | 30        | 26              | 4               | 14.100                |         | 4          | 22         | 28         |
| 2012 | 454.000  | 500.000  | 90,8     | 46        | 38              | 8               | 9.869                 |         | 8          | 56         | 29         |
| 2013 | 483.000  | 575.000  | 84,0     | 49        | 41              | 8               | 9.857                 |         | 8          | 55         | 29         |